# 2011-es MTV Movie Awards
A 2011-es MTV Movie Awards díjátadó ünnepséget 2011. június 5-én tartották a Gibson Amphitheatre-ben, az esemény házigazdája Jason Sudeikis volt.
2011. május 3-án bejelentették a jelölteket. Ebben az évben tizenkét kategóriában adták át díjat. Új kategória a legjobb idézet kategóriája, a legjobb „WTF” jelenet kategória díját Best Jaw Dropping Moment néven adják át, a 2010-ben megjelent legnagyobb szupersztár kategória pedig 2011-ben nem került díjazásra.

## Jelöltek

### Legjobb film
- Fekete hattyú
- Harry Potter és a Halál ereklyéi 1.
- Eredet
- Social Network – A közösségi háló
- Alkonyat – Napfogyatkozás

### Legjobb színész
- Jesse Eisenberg – Social Network – A közösségi háló
- Zac Efron – Charlie St. Cloud halála és élete
- Daniel Radcliffe – Harry Potter és a Halál ereklyéi 1.
- Robert Pattinson – Alkonyat – Napfogyatkozás
- Taylor Lautner – Alkonyat – Napfogyatkozás

### Legjobb színésznő
- Emma Stone – Könnyű nőcske
- Emma Watson – Harry Potter és a Halál ereklyéi 1.
- Jennifer Aniston – Kellékfeleség
- Natalie Portman – Fekete hattyú
- Kristen Stewart – Alkonyat – Napfogyatkozás

### Legjobb feltörekvő színész
- Andrew Garfield – Social Network – A közösségi háló
- Chloë Grace Moretz – HA/VER
- Hailee Steinfeld – A félszemű
- Olivia Wilde – Tron: Örökség
- Jay Chou – Zöld darázs

### Legjobb negatív szereplő
- Christoph Waltz – Zöld darázs
- Leighton Meester – The Roommate
- Mickey Rourke – Vasember 2
- Ned Beatty – Toy Story 3.
- Tom Felton – Harry Potter és a Halál ereklyéi 1.

### Legjobb komikus színész
- Adam Sandler – Kellékfeleség
- Ashton Kutcher – Csak szexre kellesz
- Emma Stone – Könnyű nőcske
- Russell Brand – Felhangolva
- Zach Galifianakis – Terhes társaság

### Legijesztőbb produkció
- Ashley Bell – The Last Exorcism
- Ellen Page – Eredet
- Jessica Szohr – Piranha 3D
- Minka Kelly – The Roommate
- Ryan Reynolds – Élve eltemetve

### Legjobb csók
- Ellen Page és Joseph Gordon-Levitt – Eredet
- Emma Watson és Daniel Radcliffe – Harry Potter és a Halál ereklyéi 1.
- Kristen Stewart és Robert Pattinson – Alkonyat – Napfogyatkozás
- Kristen Stewart és Taylor Lautner – Alkonyat – Napfogyatkozás
- Natalie Portman és Mila Kunis – Fekete hattyú

### Legjobb küzdelmi jelenet
- Amy Adams vs. The Sisters – The Fighter
- Chloë Grace Moretz vs. Mark Strong – HA/VER
- Daniel Radcliffe, Emma Watson és Rupert Grint vs. Rod Hunt és Arden Bajraktaraj – Harry Potter és a Halál ereklyéi 1.
- Joseph Gordon-Levitt vs. Hallway Attacker – Eredet
- Robert Pattinson vs. Bryce Dallas Howard és Xavier Samuel – Alkonyat – Napfogyatkozás

### Legjobb „WTF” jelenet
- James Franco - 127 óra
- Justin Bieber - Justin Bieber: Never Say Never
- Leonardo DiCaprio és Ellen Page - Eredet
- Natalie Portman - Fekete hattyú
- Steve-O - Jackass 3D

### Legjobb akcióhős
- Alex Pettyfer
- Chloë Grace Moretz
- Jaden Smith
- Joseph Gordon-Levitt
- Robert Downey Jr.

### Legjobb idézet
- "I Want to Get Chocolate Wasted!" — Alexys Nycole Sanchez (Nagyfiúk)
- "There's a Higher Power That Will Judge you for your Indecency" "Tom Cruise?" — Amanda Bynes és Emma Stone (Könnyű nőcske)
- "If You Guys Were The Inventors of Facebook, You'd Have Invented Facebook" — Jesse Eisenberg (Social Network – A közösségi háló)
- "...A Million Dollars Isn't Cool. You Know What's Cool?" "A Billion Dollars. And That Shut Everybody Up" — Justin Timberlake és Andrew Garfield (Social Network – A közösségi háló)
- "You Mustn't Be Afraid to Dream a Little Bigger Darling" — Tom Hardy (Eredet)

## Külső hivatkozások
- Hivatalos weboldal Archiválva 2016. március 23-i dátummal a Wayback Machine-ben